# 六實站
六實站（日语：／ Mutsumi eki */?），位於日本千葉縣松戶市六實四丁目，是東武鐵道野田線（東武都市公園線）的鐵路車站。車站編號是TD 29。1923年（大正12年）12月27日開業。

## 車站結構
側式月台1面1線、島式月台1面2線，合計2面3線，東側另有留置線2線（使用至2010年7月6日）的地面車站。站舍位於柏方向月台側，與船橋方向月台以跨線天橋聯絡。

### 月台配置
| 月台 | 路線           | 方向 | 目的地               | 備註              |
| ---- | -------------- | ---- | -------------------- | ----------------- |
| 1    | 東武都市公園線 | 上行 | 柏、春日部、大宮方向 |                   |
| 2、3 | 東武都市公園線 | 下行 | 新鎌谷、船橋方向     | 2號月台為始發專用 |

## 使用情況
2016年度1日平均上下車人次為15,409人。
近年1日上下、上車人次的推移如下表。
| 年度               | 1日平均 上下車人次 | 1日平均 上車人次 |
| ------------------ | ------------------ | ---------------- |
| 2001年（平成13年） |                    | 8,475            |
| 2002年（平成14年） |                    | 8,129            |
| 2003年（平成15年） | 16,176             | 7,980            |
| 2004年（平成16年） | 16,013             | 7,874            |
| 2005年（平成17年） | 16,026             | 7,824            |
| 2006年（平成18年） | 16,105             | 7,846            |
| 2007年（平成19年） | 15,930             | 7,827            |
| 2008年（平成20年） | 15,747             | 7,766            |
| 2009年（平成21年） | 15,630             | 7,735            |
| 2010年（平成22年） | 15,662             | 7,768            |
| 2011年（平成23年） | 15,463             | 7,752            |
| 2012年（平成24年） | 15,719             |                  |
| 2013年（平成25年） | 15,798             |                  |
| 2014年（平成26年） | 15,323             |                  |
| 2015年（平成27年） | 15,431             |                  |
| 2016年（平成28年） | 15,409             |                  |

## 相鄰車站
東武鐵道
 東武都市公園線
■急行、■普通
高柳（TD 28）－六實（TD 29）－新鎌谷（TD 30）

## 外部連結
- 六實（車站資訊） - 東武鐵道